# Bisetocreagris kwantungensis
Espèce
Synonymes
- Microcreagris kwantungensis Beier, 1967

Bisetocreagris kwantungensis est une espèce de pseudoscorpions de la famille des Neobisiidae.

## Distribution
Cette espèce est endémique du Guangdong en Chine. Elle se rencontre  vers Tsin Leong San.

## Description
Microcreagris kwantungensis mesure de 2 à 3 mm.

## Systématique et taxinomie
Cette espèce a été décrite sous le protonyme Microcreagris kwantungensis par Beier en 1967. Elle est placée dans le genre Chinacreagris par Ćurčić en 1983 puis dans le genre Bisetocreagris par Harvey en 1999.

## Étymologie
Son nom d'espèce, composé de kwantung et du suffixe latin -ensis, « qui vit dans, qui habite », lui a été donné en référence au lieu de sa découverte, le Guangdong.

## Publication originale
- Beier, 1967 : Pseudoscorpione von Kontinentalen Sudost-Asien. Pacific Insects, vol. 9, p. 341-369 (texte intégral).